# Minoru Kobata
Minoru Kobata (小畑 穣 Kobata Minoru?,  nacido el 24 de noviembre de 1946 en Saitama) es un exfutbolista japonés que se desempeñaba como centrocampista.
Kobata jugó 13 veces para la Selección de fútbol de Japón entre 1970 y 1973. Kobata fue elegido para integrar la selección nacional de Japón para los Juegos Asiáticos de 1970.

## Trayectoria

### Clubes
| Club    | País  | Año         |
| ------- | ----- | ----------- |
| Hitachi | Japón | 1969 - 1975 |

### Selección nacional
| Selección | País  | Año         |
| --------- | ----- | ----------- |
| Absoluta  | Japón | 1970 - 1973 |

## Estadística de equipo nacional
| Selección de Japón | Selección de Japón | Selección de Japón |
| Año                | Part.              | Goles              |
| ------------------ | ------------------ | ------------------ |
| 1970               | 11                 | 0                  |
| 1971               | 0                  | 0                  |
| 1972               | 0                  | 0                  |
| 1973               | 2                  | 0                  |
| Total              | 13                 | 0                  |

## Palmarés

### Títulos nacionales
| Título              | Club    | País  | Año  |
| ------------------- | ------- | ----- | ---- |
| Japan Soccer League | Hitachi | Japón | 1972 |
| Copa del Emperador  | Hitachi | Japón | 1972 |
| Copa del Emperador  | Hitachi | Japón | 1975 |

### Distinciones individuales
| Distinción                  | Año  |
| --------------------------- | ---- |
| Japan Soccer League Best XI | 1970 |